# Claude-Louis Navier
Claude Louis Marie Henri Navier (Dijon, 10. veljače 1785. — Pariz, 21. kolovoza 1836.), bio je francuski matematičar i fizičar.

## Životopis
Nakon smrti Navierovog oca 1793. godine, majka je prepustila njegovo obrazovanje ujaku Émilandu Gautheyu, inženjeru Trupe za mostove i puteve (Corps des Ponts et Chaussées). Navier je upisao Politehničku školu 1802., a 1804. godine nastavio je svoje studije u Nacionalnoj školi za mostove i puteve, na kojoj je diplomirao 1806. godine. Kasnije je naslijedio svog ujaka kao generalni inspektor u Trupama za mostove i puteve.
Upravljao je izgradnjom mostova u Choisyu, Asnièresu i Argenteuilu, a izgradio je i pješački most za Il de la Site u Parizu.
Primljen je u Francusku akademiju znanosti 1824. godine. Postao je profesor u Nacionalnoj školi za mostove i puteve 1830., a naredne je godine zamijenio Cauchyja kao profesor matematike i mehanike u Politehničkoj školi.
Navier je formulirao opću teoriju elastičnosti u matematički upotrebljivom obliku (1821.), što je omogućilo da ona bude dostupna s dovoljnom točnošću polju građevine. Uspio je utvrditi nultu liniju mehaničkog normalnog napona 1819., konačno ispravivši Galileieve netočne rezultate. Godine 1826. je definirao modul elastičnosti kao osobinu materijala neovisnih od drugog momenta površine. Navier se, stoga, često smatra osnivačem moderne strukturne analize.
Njegov najveći doprinos, međutim, ostaju Navier-Stokesove jednadžbe (1822.), značajne za mehaniku fluida. Njegovo ime nalazi se na popisu 72 znanstvenika ugraviranih na Eifellovom tornju.

## Vanjske poveznice
- Životopis sa www-history.mcs.st-andrews.ac.uk